# عبد الحميد أبو هيف
السيّد عبد الحميد بك بن إبراهيم بن خليل أبو هَيْف (3 فبراير 1888 - يناير 1926)، عالِم حقوقي مصري ولد في الإسكندرية لعائلة هاشمية ونشأ وتعلم بها، ثم في مدرسة الحقوق بالقاهرة ثم جامعة تولوز بفرنسا. اشتغل بالتدريس في مدرسة الحقوق. وعين سنة 1922 مديرا لها، وهو أول مصري تقلد هذا المنصب، وكان من قبل للأجانب، فجعل أكثر دروسها بالعربية. ثم عين مديرا لدار الكتب المصرية سنة 1925، فلم يلبث أن توفي بعد سنة عن 38 عامًا. له عدة مؤلفات في القضاء والقانون وترجمات حقوقية عن الفرنسية. يعد من رواد كتابة القانونية في مصر الحديثة.

## سيرته
هو عبد الحميد بن إبراهيم بن خليل أبو هَيْف، ينتهي نسبه إلى الأشراف. ولد يوم 3 فبراير 1888 / 21 جمادى الأولى 1305 في الإسكندرية في الخديوية المصرية، ونشأ بها. تلقى علومه بمدرسة الأقباط، ومدرسة جمعية العروة الوثقى فنال منها الشهادة الابتدائية، ومدرسة رأس التين الثانوية فنال شهادتها الثانوية 1905. ثم ذهب إلى القاهرة فتخرج من مدرسة الحقوق الخديوية سنة 1909. ثم انضم إلى بعثة إلى فرنسا والتحق بكلية الحقوق في تولوز، وتعلم اللاتينية وزار دول أوروبية. ثم رجع إلى وطنه وعيّن مدرّسًا بمدرسة الحقوق. وعهد إليه بتدريس مادة المرافعات المدنية والتجارية فأخرج فيها باللغة العربية أول كتاب من عمله.

وقف معارضًا للمشروع لجنة ملنرفي 1919، وكتب رسالة ضدها. وفي أكتوبر 1922 استقال ناظر المدرسة وعيّن بمحله، وكان أول مصري يتولى هذا المنصب، وقرر التدريس فيها باللغة العربية. وفي سنة 1925 عيّن مديرًا لدار الكتب المصرية.

توفي في يناير 1926/ جمادى الاخرة 1344، ودفن في قرافة المجاورين، ورثاه أحمد شوقي. سمي شارعًا باسمه في مسقط رأسه. وذكر خير الدين الزركلي يقال « إنه أول مصري عالج التأليف، في المباحث القانونية، على طريقة التحليل وعلى مثال الموسوعات في اللغات الأجنبية.» وصف زكي فهمي أخلاقه وصفاته في «صفوة العصر في تاريخ ورسوم مشاهير رجال مصر» وقال:«وديع الأخلاق كريم النفس ذكي الفؤاد بشوش الطلعة طاهر القلب، لين العريكة أديب بكل معنى الكلمة، وعالم قانوني متضلع عادل الحكم محبوب عند عارفيه مهيب الجانب ذو أثر خالد في جميع أعماله.»

## آثاره
من مؤلفاته:
- «حق اختصاص الدائن بعقارات مدينة مصر»
- «المرافعات المدنية والتجارية والنظام القضائي في مصر»
- «طرق التنفيذ والتحفظ في المواد المدنية والتجارية في مصر»
- «القانون الدولي الخاص باللغة الإنجليزية»
- «القانون الدولي الخاص في أوروبا ومصر»
- «التكييف القانوني رد على مشروع ملنر»